# Bandeira de São Petersburgo
A Bandeira de São Petersburgo é um dos símbolos oficiais da Cidade Federal de São Petersburgo, uma subdivisão da Federação russa. Foi adotada em 6 de setembro de 1991.

## Descrição
Seu desenho consiste em um retângulo vermelho com proporção largura-comprimento de 2:3. No centro estão âncoras brancas colocadas transversalmente, e um cetro dourado com uma águia de cabeça dupla, um dos símbolos tradicionais da Rússia. O outro lado do pavilhão de São Petersburgo é um espelho da sua imagem frente.

## Simbolismo
As âncoras cruzadas refletem o fato de que a cidade tem dois portos — um fluvial e um marítimo, sendo a âncora do mar voltada para a esquerda e a do rio para a direita. O cetro representa a cidade como a capital da Rússia imperial.